# 博霍尼基
49°9′52″N 28°22′48″E / 49.16444°N 28.38000°E
博霍尼基（烏克蘭語：Бохоники），是烏克蘭的村落，位於該國西南部文尼察州，由文尼察區負責管轄，始建於1625年，面積2.73平方公里，海拔高度271米，2001年該村落人口1,690。